# Emili Lloret i Baeza
Emili Lloret i Baeza   (Barcelona, 29 de març de 1916 - Barcelona, 16 de febrer de 1995) fou un futbolista català de la dècada de 1930.
Jugava d'extrem dret. Durant la guerra civil va ser jugador del Gràcia SC (1934-36), UE Sants (1936-38) i Gràcia SC (1938-39). L'any 1939 ingressà en el RCD Espanyol, amb qui jugà 6 partits de Campionat de Catalunya, en els que marcà un gol.
Va jugar un partit amb la selecció catalana l'any 1938.

## Palmarès
- Campionat de Catalunya de futbol:
  - 1939-40